# Sophie (Schiff, 1839)

Vermutlich die Sophie (II) in Gmunden, ca. 1868/70

Die Sophie (ursprünglich Erzherzogin Sophie) war das erste Dampfschiff auf dem Traunsee im Salzkammergut.

## Geschichte

### Sophie (I)
John Andrews, ein Mitbegründer der Donau-Dampfschiffahrts-Gesellschaft, schied 1836 aus dieser aus. Gemeinsam mit seinem Schiffbaumeister Joseph John Ruston bereiste er das Salzkammergut und erhielt am 16. Oktober 1837 eine Konzession zur Ausübung der Dampfschifffahrt auf fünf der Salzkammergut-Seen. Der ursprünglich aus London stammende Schiffsbaumeister Joseph Ruston konstruierte zu diesem Zweck den ersten hölzernen Dampfer, die nach der gleichnamigen Erzherzogin benannte Sophie. Am 22. April 1839 wurden erste Probefahrten durchgeführt.
Am 15. Mai 1839 wurde der Raddampfer in Betrieb genommen. Das Schiff war 39 Meter lang, ca. vier Meter breit und wog ohne Maschine 41 Tonnen. Die 56 PS starke, aus zwei Einzylinder-Maschinen bestehende Seitenhebel-Balanciermaschine (side lever engine) stammte von Boulton & Watt aus England und leistete bis zu 40 Umdrehungen in der Minute. Für eine Überquerung des Sees von Gmunden nach Ebensee benötigte das Schiff 48 Minuten.

### Sophie (II)
Nach Andrews’ Tod 1847 heiratete Ruston dessen Witwe und erbaute 1848 einen neuen hölzernen Schiffsrumpf für die Sophie, da der ursprüngliche bereits schadhaft geworden war. Auch dieses zweite Schiff wurde Sophie (II) genannt. Die Maschine der ersten Sophie wurde in diesem Schiff weitergenutzt. 1858 erhielt die Sophie mit der Elisabeth ein Schwesterschiff.

### Sophie (III)
1862 erhielt das Schiff einen genieteten Stahlrumpf und wurde so zur Sophie (III). In Gmunden-Ort wurden die von der Schiffswerft der Gebrüder Ruston in Floridsdorf bei Wien gefertigten Teile zusammengesetzt. Die ursprüngliche Dampfmaschine der Sophie wurde weiter genutzt und erst 1901 durch eine 180 PS starke Verbunddampfmaschine der Dampfschiffs- und Maschinenbauanstalt der Österreichischen Nordwest-Dampfschiffahrt-Gesellschaft in Dresden ersetzt. Das Schiff war nun mit 84 Tonnen vermessen und noch bis in die 1930er Jahre im Einsatz.